# 神宮寺 (松本市)
神宮寺（じんぐうじ）は、長野県松本市浅間温泉にある臨済宗妙心寺派の寺院。山号は医王山。すぐ北側にある御射神社の別当寺として創建された。

## 歴史
創建当時は真言宗で、のちに臨済宗建長寺派に属し、現在の宗派に至る。創建時の記録はまったく残っていない。
高橋卓志(龍谷大学客員教授)の住職在任は1974年から2018年4月末日。

## 文化財・寺宝
松本市重要文化財
木造薬師如来-当寺の創建時代の古仏。藤原末期の作。

## 境内
- 本堂 - 平成10年（1998年）に再建。日本画家の丸木位里、丸木俊筆の襖絵がある。
- 薬師堂 - 延宝2年（1674年）に水野忠直により創建。のちに消失し、東大の藤島亥治郎の設計により再建された。
- 鐘楼
- 嘯月橋
- 守屋貞治の石仏
- 高橋玄一郎の詩碑[2]